# Cryptonevra
Cryptonevra là một chi ruồi trong họ Chloropidae.

## Hình ảnh

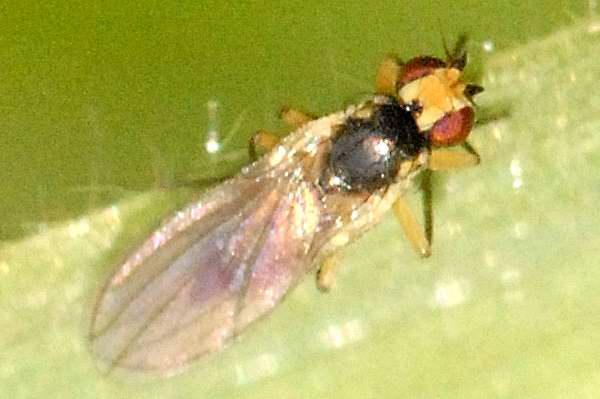